# Santa Maria della Salute (Velence)
A Santa Maria della Salute, a barokk építőművészet egyik legelegánsabb alkotása, egy fogadalmi templom az olaszországi Velencében. A Velencei Köztársaság szenátusa emeltette az 1630-as pestisjárvány után. Építését Baldassare Longhena tervei alapján kezdték meg 1631-ben. Helyét urbanisztikai szempontok jelölték ki, az épület a Canal Grande torkolatát uralja. A templom alaprajza nyolcszögletű, amelyet kerengő és kápolnák koszorúja vesz körbe.

## Története

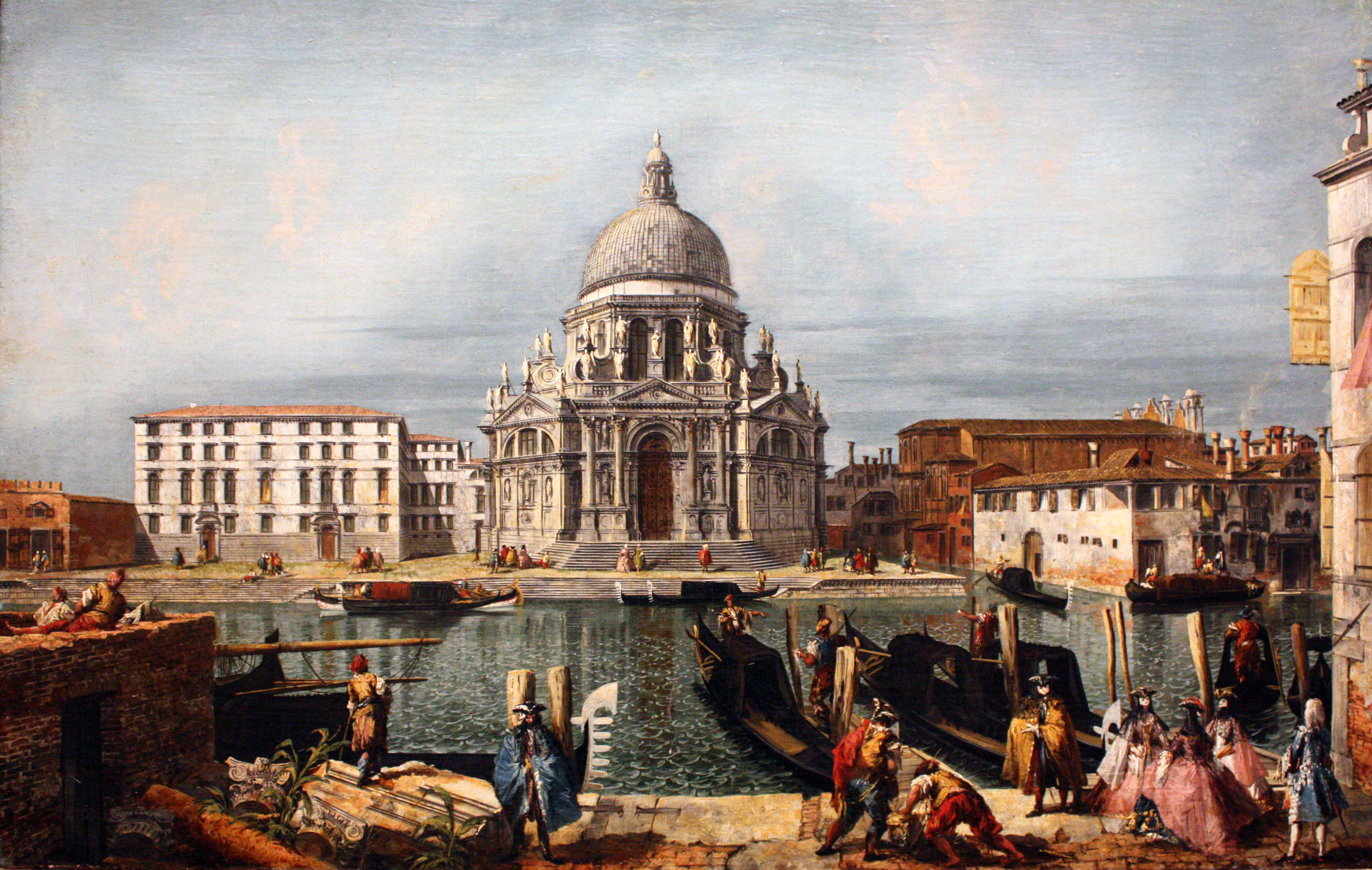
A templom a 18. század elején, Michele Marieschi festménye

A Santa Maria della Salute fogadalmi templom építését az 1630-ban tomboló pestisjárvány idején határozták el. 1631-ben a város vezetői a benyújtott tizenegy terv közül az akkor harmincnégy éves velencei Baldassare Longhena munkáját fogadták el. A templom helyét a Dorsoduro városnegyed egyik végén, a Szent Márk-öböllel szemben lévő területen jelölték ki, így a templom a Canal Grande partjára épített palotasor lezárásának tekinthető. A munkálatokat 1631 áprilisában kezdték el. Első lépésként meg kellett erősíteni a területet. Ehhez a szájhagyomány szerint több mint egymillió cölöpöt vertek volna a földbe, de a dokumentumokból kiderül, hogy összesen 110 700 cölöpöt használtak fel. A templom építését 1633. november 9-én kezdték el és 1653-ra az épület már majdnem szerkezetkész állapotban volt. 1656-ban a városi tanács elrendelte, hogy a templomot Tiziano (a korábban feloszlatott) Santo Spirito kolostorában található festményeivel díszítsék. 1654 és 1656 között épült a nagyobbik kupola, a kisebbik 1660 után készült. 1660-ban a négy evangelistát, 1663-ban két szibillát és a Madonnát, 1678-ban prófétákat ábrázoló szobrokat helyeztek el az épület külsején. Kevéssel 1700 előtt kerültek helyükre az oldalsó homlokzatok próféta- és angyalszobrai. A templom belsejében 1656-ban fejezték be Páduai Szent Antal oltárát, rajta Pietro Liberi festményével. Valószínűleg 1664 előtt már készen állt jobb oldali második oltár, rajta Tiziano Szent Márk festményével, amely most a sekrestye oltárán látható. 1670. november 21-én a szenátus rendelete alapján a templomba vitték a Candiából (Iraklion) származó úgynevezett Szent Titusz-Madonnát. 1670 és 1674 között készült el a főoltár Baldassare Longhena tervei alapján, tetején a „Velence megszabadul a pestistől” című szoborcsoport a németalföldi Juste Le Court munkája. A többi oltár 1667 és 1674 között készült. 1679 októberétől szintén Longhena tervei alapján kisebb kiegészítő és díszítő munkákat kezdtek el az épület belsejében, amelyek 1681-ig tartottak. A forrásokból kiderül, hogy 1683-ban a külső díszítésen még mindig dolgoztak. A épület teljesen 1687-ben készült el, az ünnepélyes felszentelésre november 9-én került sor. A templom a lépcsővel együtt 76 méter hosszú és 54,5 méter széles, legmagasabb pontja 60 méteres. Kívül-belül osszesen 148 márványszoborral díszítették, melyek közül 93 hagyományos szobor és 55 dombormű. Az építkezés teljes költsége félmillió aranydukát volt. 1687 óta az épületen csak állagmegóvó munkákat végeztek, ennek köszönhetően teljesen megőrizte egységes barokk stílusát.

## A templom külseje

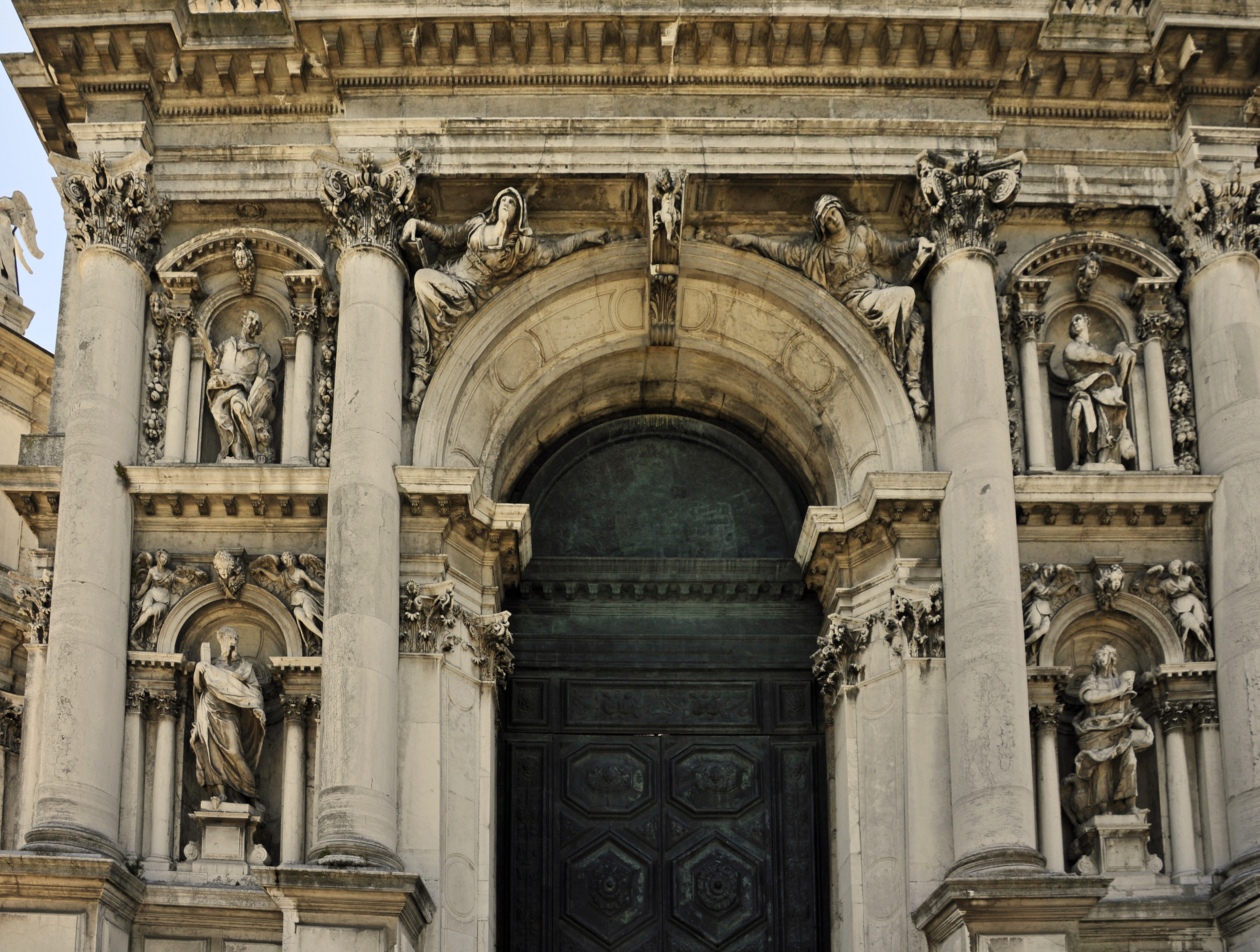
A főhomlokzat részlete

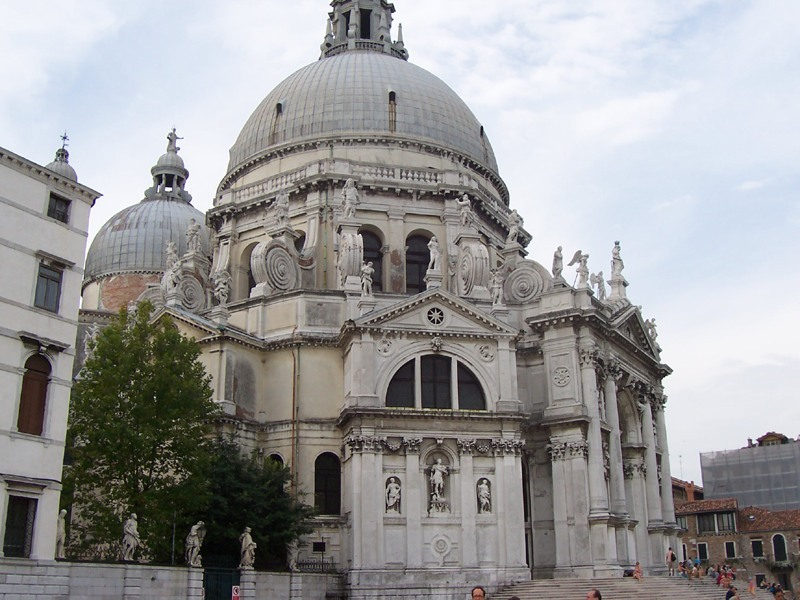
Az egyik oldalhomlokzat

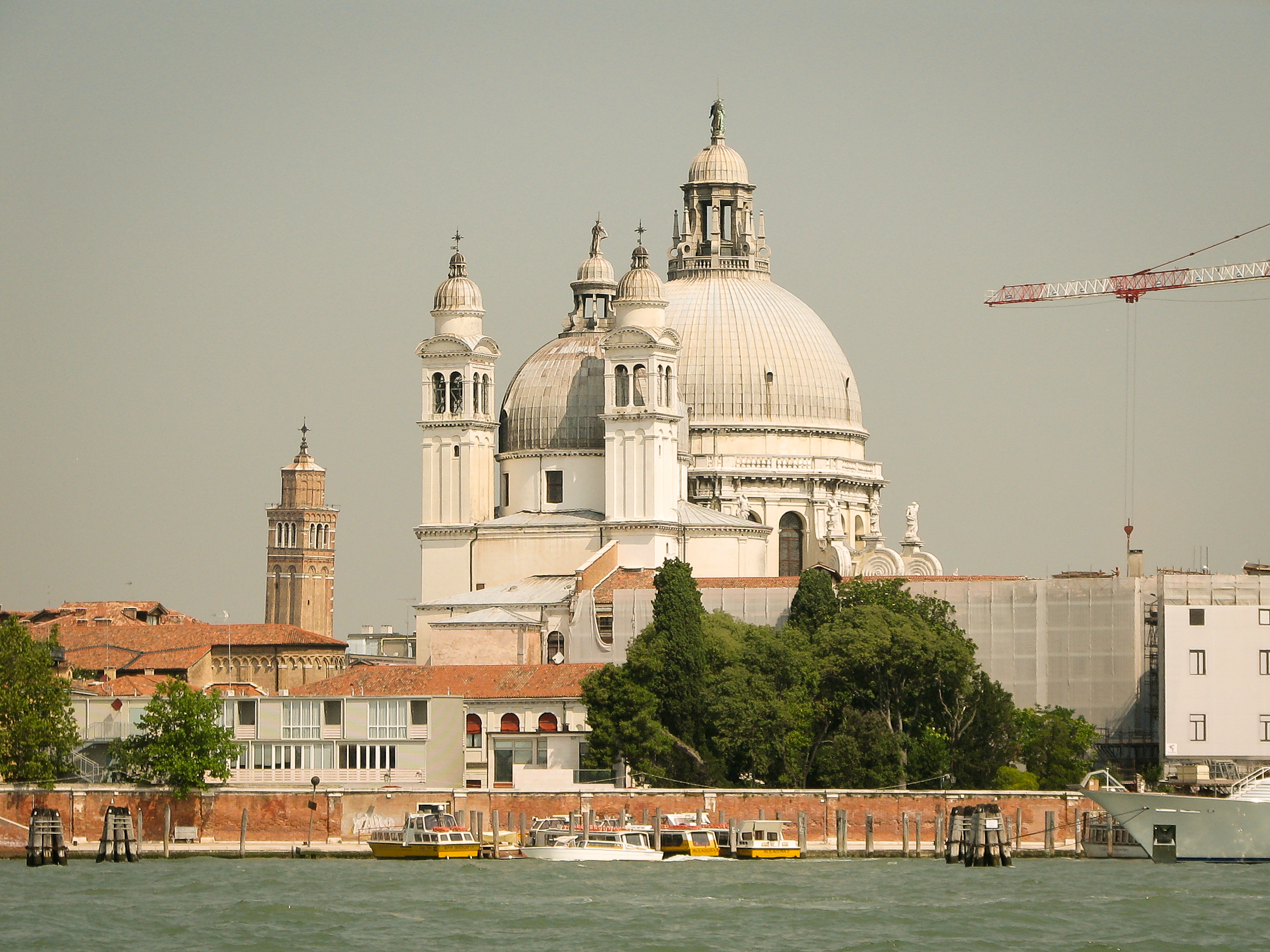
A templom déli irányból

A templom egy emelvényen helyezkedik el, amely egy tizenöt fokból álló monumentális lépcsőn keresztül közelíthető meg, ami arra utal, hogy a hagyomány szerint Salamon jeruzsálemi templomát is egy ilyen lépcsősoron át lehetett megközelíteni. Előtte egy szintén tizenöt fokból álló lépcső vezet a Canal Grande irányába, ami azt az illúziót kelti, mintha a templom egyenesen a vízből emelkedne ki. Az épület két centrális alaprajzú, egymás mellé épített részből áll, nagyobbik kupolával fedett része a templom központi területe, a kisebbik kupola alatt pedig a szentélyrész található. A főkupola egy nyolcszögletű, magas kupoladobon helyezkedik el. Az egész épületre jellemző hogy gyakran találkozunk nyolcszög alakú formákkal. A kupola statikai megfontolások miatt két héjból áll. A belső héj téglából készült és majdnem gúla alakú, a külső héjat ezzel szemben fából készítették és ólomlapokkal borították. A kupoladob alján kívülről látható tizenöt csigavonalas díszítésű, korong alakú épületelem támfalként funkcionál. A kupolát díszes lanterna zárja le, nyolc oldalán obeliszkekkel, tetején egy Madonna-szoborral. A főkupola stabilitását fokozzák a nyolcszögletű épület hét oldalán kialakított homlokzatok. A nyolcadik (déli) oldal mellé építették a kisebbik kupolával borított szentélyrészt. Ez a kupola is magas kupoladobon helyezkedik el, tetején lanternával. Annak tetejére Szent Márk szobrát helyezték el, ahogy a földi maradványait őrző Szent Márk-bazilika felé fordul. A templom déli oldalát két 46 méter magas masszív négyzetes alaprajzú harangtorony zárja le. A harangtornyok elhelyezkedése a Palladio által szintén Velencében épített Redentore-templom harangtornyaira emlékeztet. Az épület külsejének szobordíszítését vagy Longhena vagy Lorenzo Longo elképzelései alapján kezdték el, majd később jelentősen eltértek az eredeti tervektől.

### Főhomlokzat
A négy fülkében 1660 előtt helyezték el a négy evangelista szobrait, a tiroli származású Tommaso Ruer munkáit. A bejárat fölötti két, nyitott könyvet tartó szibillát ábrázoló szobrokat Francesco Carvioli készítette. Fölöttük 1663 után egy Madonna a Gyermekkel szobor kapott helyet. A híveket megáldó Madonna alakja mellett kétoldalt két-két angyalszobor látható. A két szélső szobor valószínűleg az Ongaro néven is ismert Michele Fabris a két középső Bernardino Falcone munkája. A templom bejáratát nagyméretű, kétszárnyas tölgyfaajtóval zárták le, amelyet aranyozott bronztáblákkal borítottak. Az ajtó fölött Szent Márk szárnyas oroszlánját ábrázoló szobor állt, amelyet azonban 1797-ben a francia megszállók leromboltak.

### Oldalsó homlokzatok
A templom mindkét oldalán három-három homlokzatot alakítottak ki, ott, ahol az épület belsejében az oldalkápolnák találhatók. Ezek közül azt a kettőt, amely kétoldalt a főhomlokzat mellett van, isztriai márvánnyal borították és szobrokkal díszítették. Mind a hat homlokzat felett két-két angyalszobor látható közöttük egy-egy ótestamentum figurával.
- első homlokzat jobb oldalon: a timpanon tetején Judit és két angyal, a fal közepén Szent Tódor, Velence korábbi védőszentje, mellette az Igazság és az Erő alakja. A szobrok feltehetően Francesco Cavrioli alkotásai.
- második homlokzat jobb oldalon: Tommaso Ruer szobrai Rebekka és két angyal.
- harmadik homlokzat jobb oldalon: Rut és két angyal, szintén Ruer művei.
- első homlokzat bal oldalon: a timpanon tetején Éva alakja egy 1967-ből származó másolat, az eredeti szobor az 1966. november 4-i szélviharban lezuhant a helyéről, és jelenleg a Ca’ d’Oro múzeumában látható. Mellette a két angyal Ongaro műve. A fal közepén Szent György és a sárkány mellette kétoldalt az Erő és az Óvatosság alakja, ez utóbbi valószínűleg Giovanni Bonazza munkája.
- második homlokzat bal oldalon: szintén Tommaso Ruer alkotásai, Eszter és két angyal
- harmadik homlokzat bal oldalon: Jael és egy angyalszobor, Ongaro művei.

### Szobrok a támfalakon
A csigavonalas díszítésű, korong alakú támfalakat tizennégy, egyenként 2,75 méter magas szoborral díszítették. A szobrok 1660 körül készültek, a jelenleg rendelkezésre álló adatok alapján alkotóikat nem lehet egyértelműen azonosítani, a feltételezések csak stilisztikai összehasonlításokon és elszórt utalásokon alapulnak.
- a szobrok középről jobbra: a San Giorgio Maggiore-templomban található szobrokhoz nagyon hasonló Ézsaiás (Francesco Cabianca), Dávid (szintén Cabianca), Jeremiás (Francesco Cavrioli), Dániel lábánál egy oroszlánnal (Orazio Mainali), Eliseo, aki egy köpenydarabot tart a kezében (Ongaro), a beesett arcú, kezét felemelő Mikeás (Cavrioli), és Zakariás (Cavrioli)
- a szobrok középről balra: Mózes, kezében a kőtáblákkal (Bernardino Falcone), azonosítatlan próféta, Jael (Bernardino Falcone műhelye), azonosítatlan próféta, Ámos és Jónás (Tommaso Ruer) és Ezékiel (Bernardino Falcone).

## A templom belseje

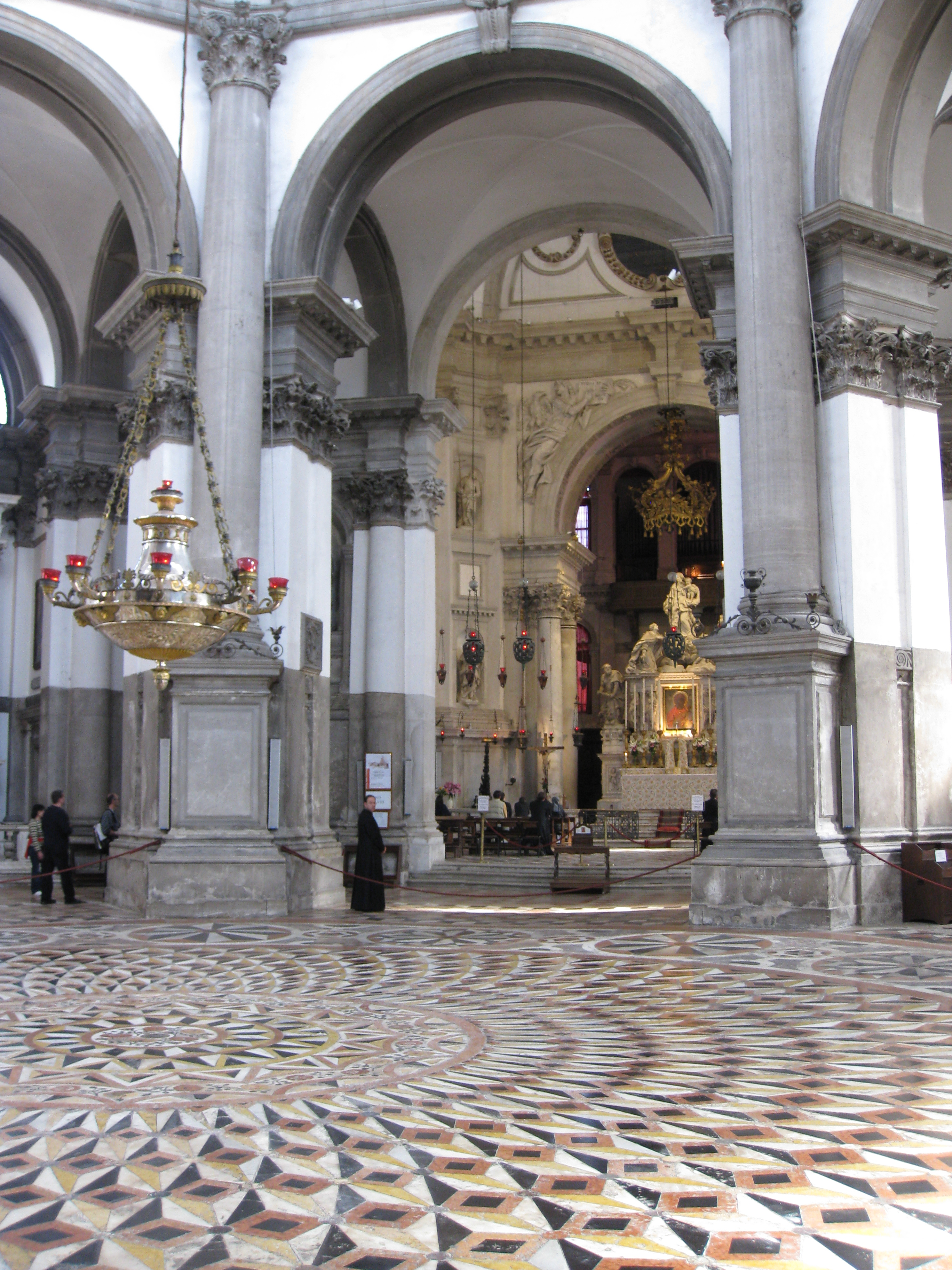
A templom belseje

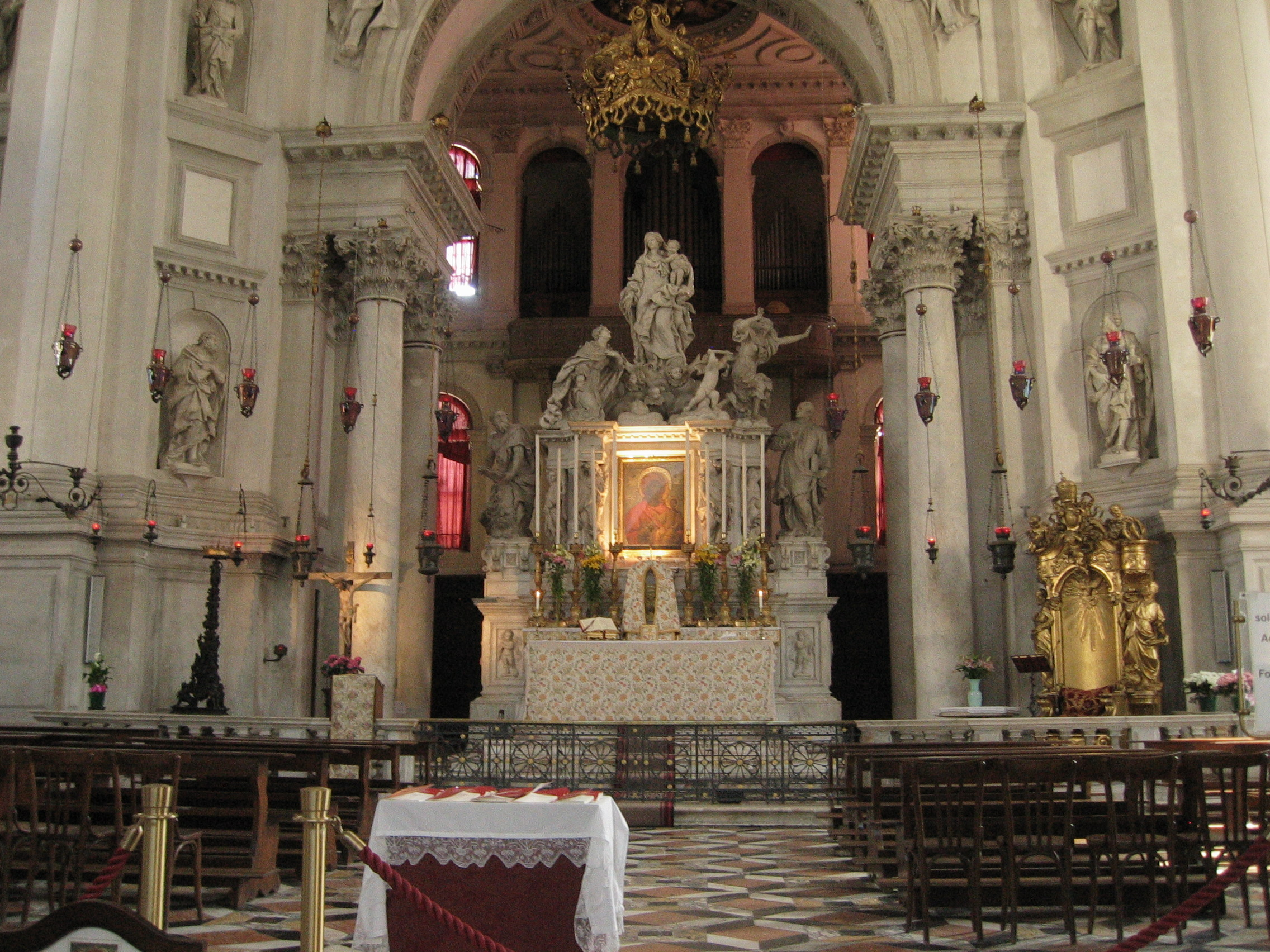
A főoltár

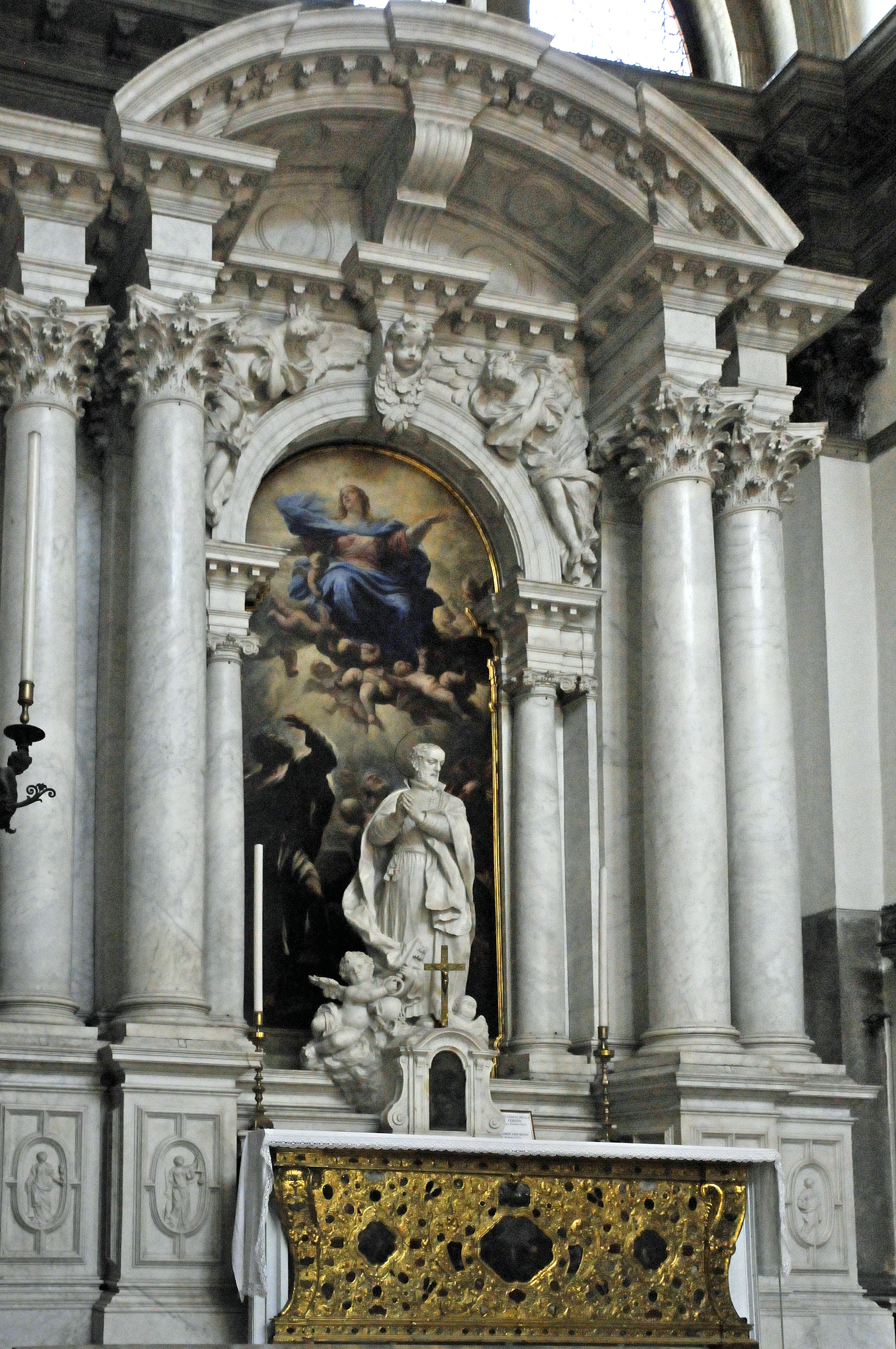
A Mária mennybemenetele oltár

A bejárat mellett kétoldalt egy-egy tipikusan barokk virágdíszítéssel ellátott szenteltvíztartó található, a jobb oldali tetején Keresztelő Szent János a bal oldalin Szent Márk kisméretű bronzszobrával. Mindkét szenteltvíztartó ismeretlen művész munkája az 1680-as évekből. Az ajtó mellett négy fülkében velencei szenteket és boldogokat ábrázoló szobrok kaptak helyet, Szent Gellért (ismeretlen művész), Boldog Giacomo Salomoni domonkos szerzetes (valószínűleg Merengo), Boldog Paolo Giustinian (ismeretlen művész) és Szent Leone Bembo (ismeretlen művész). Az utóbbi három városvédő a járványok ellen is oltalmazta a várost. A templom padlózatát márványmozaikkal borították, amelynek mintázata szőnyegszerű. Középen koncentrikus körökből, szélei felé térillúziót keltő negyszögekből és kisebb körökből áll. A 60 méter magas kupola belülről 21 méter széles, súlyát nyolc oszlop tartja. Az oszlopok mellé díszítőelemként csak egy párkányt tartó 9,9 méter magas, vékony korinthoszi oszlopokat helyeztek el 4,4 méteres talapzatra. Az oszlopok így csak dekoratív szerepet kapnak, mivel nem folytatódnak a kupoladobban. Az oszlopok fölött, a kupoladob alján nyolc fából készült prófétaszobor látható, kezükben pergamentekercset tartva. A pergamenekre vésett feliratok kapcsolatban állnak a templom történetével. A szobrok alkotóit eddig nem tudták azonosítani, elképzelhető, hogy Tommaso Ruer műhelyében készültek, Hóseás, Jeremiás, Dániel, Haggeus, Ézsaiás, Simon és Ezékiel prófétákat, és Dávid királyt ábrázolják.

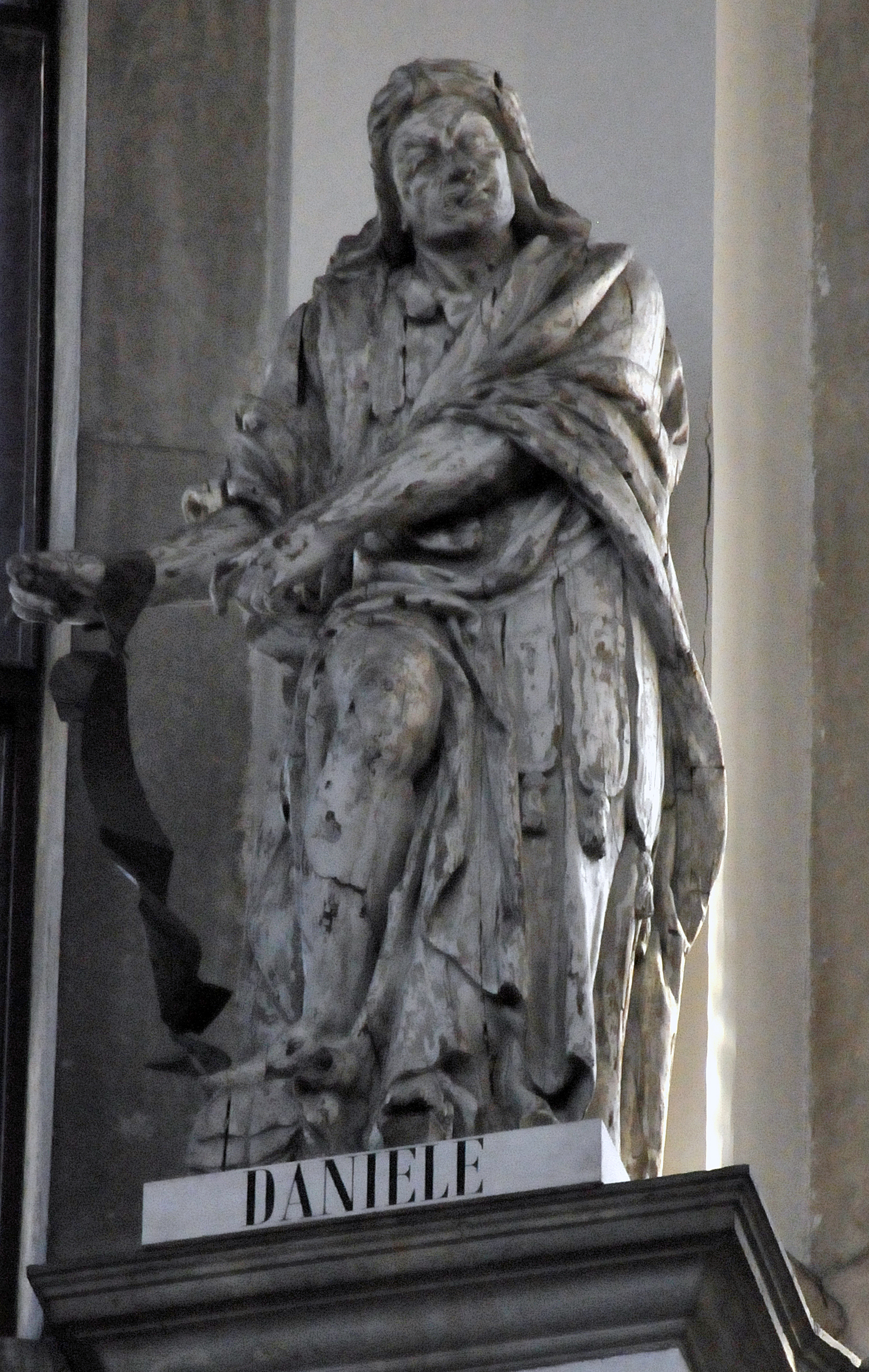
Dániel próféta
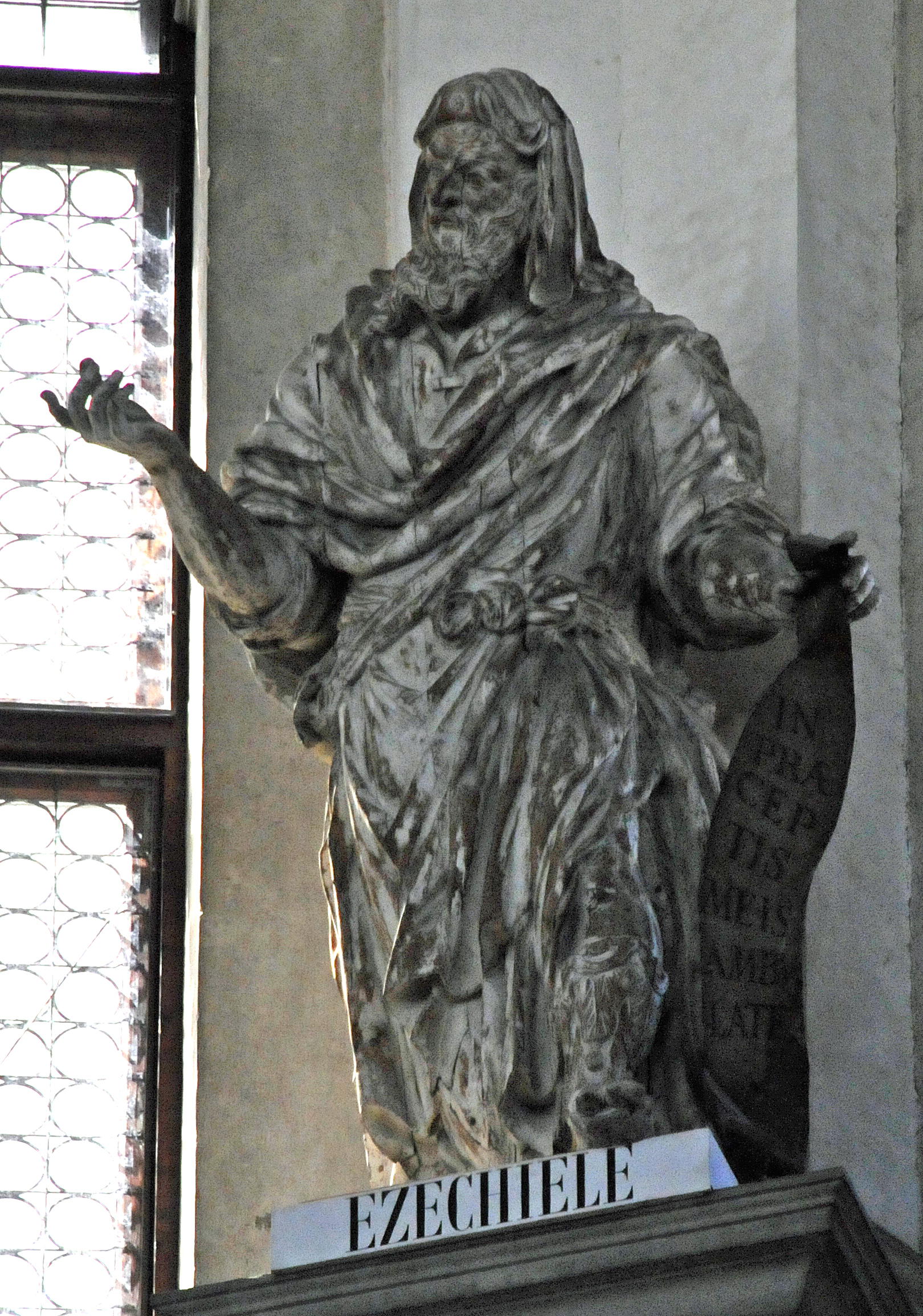
Ezékiel próféta
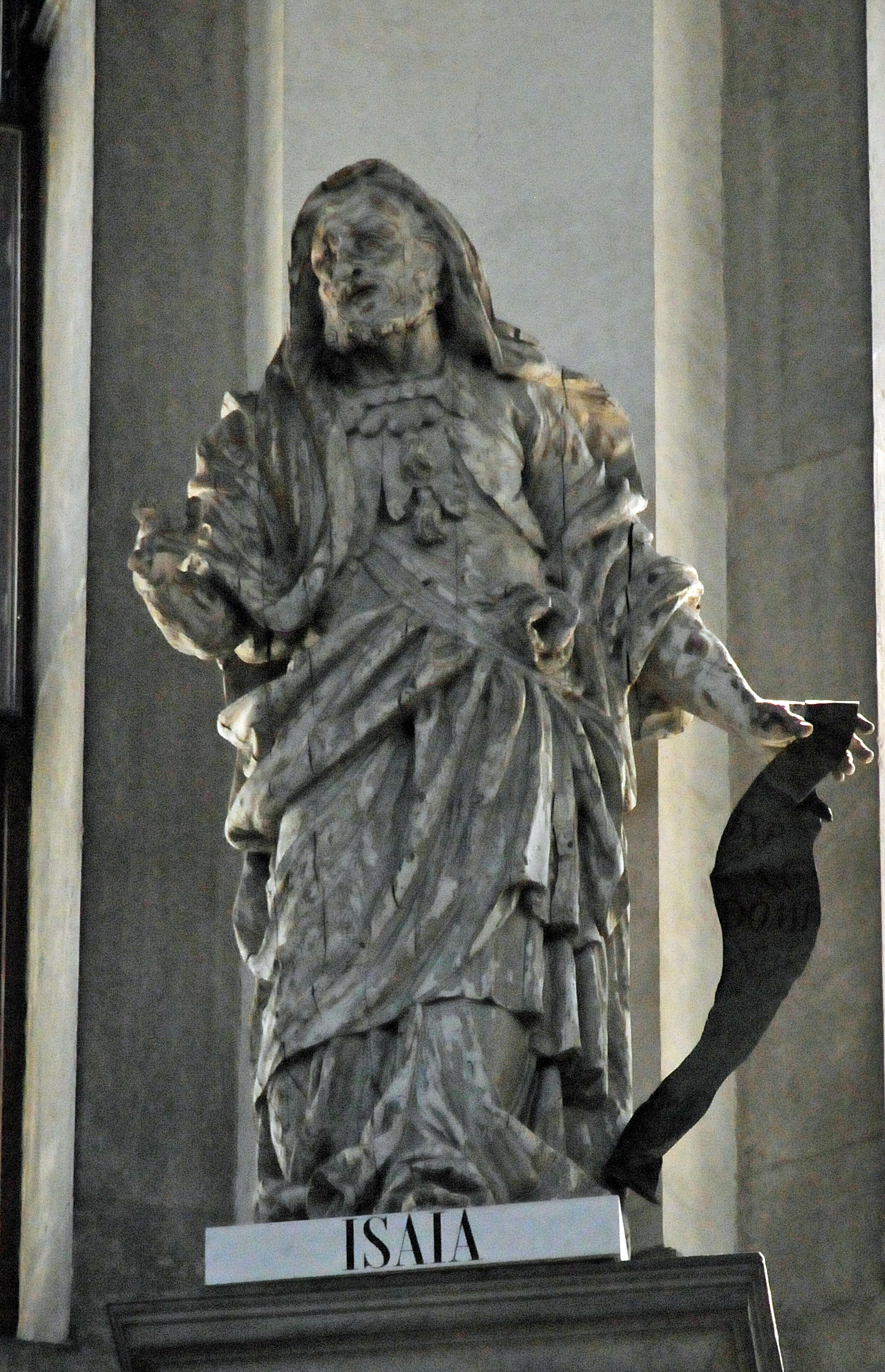
Ézsaiás próféta

### A főoltár
A főoltár a központi centrális terület melletti szentélyrész közepén áll. A szentélyt három lépcsőfokon keresztül lehet megközelíteni, így egyfajta pódiumként funkcionál a főoltár számára, amely a templom legfontosabb eleme. Eredetileg teljesen nyitott volt, a ma látható alacsony kovácsoltvas rácsot az 1831-es pestisjárvány emlékére készítették. Az oltár fölött a „Velence megszabadul a pestistől” szoborcsoport Juste Le Court főművének tekinthető. Az 1670 és 1674 között készült alkotáson a Madonna karján a Gyermekkel egy puttókkal díszített felhő tetején áll. Az egyik puttó egy fiolával elkergeti a pestist szimbolizáló sovány, megviselt nőalakot. A Velencét megjelenítő díszes ruhába öltözött fiatal női alak a Madonna lába előtt térdel. Az oltár két oldalán Szent Márk, Velence védőszentje és Szent Lorenzo Giustiniani a város első patriarchája látható. Maga az oltár nyolcszögletű, sarkán angyalokkal, akik kariatidaként tartják az oltár párkányát. A talapzaton zenélő és éneklő puttók domborművei vannak. 1670 novemberében került az oltárra a Madonna a Gyermekkel ikon, amely Kandia (Iraklion) katedrálisából származik, ahol Szent Titusz Madonnája néven is ismerték. Velencébe hadizsákmányként került, Francesco Morosini dózse hozta a városba a törökökkel vívott kandiai háború lezárása után. Az ikon valószínűleg a 12. században készült, egyes részeit a 15. században átfestették. A Madonna koronája 1922-ben készült, a festményt legutóbb 1959-ben restaurálták. A főkápolna falában kialakított fülkékben szentek szobrai állnak, nagy részük 1670 és 1674 között Le Court műhelyében készült.

### Mellékoltárok
A főoltáron kívül a templomban hat mellékoltárt állítottak fel 1667 és 1674 között. Szerkezetük egyforma, az oltárképet mindkét oldalról két-két korinthoszi oszlop szegélyezi, talapzatukra szimbolikus alakok domborműveit vésték. A kutatók ezek egy részét Ongaro művének tartják, de erre nincsenek egyértelmű bizonyítékok.
- Mária születése oltár (a főoltártól az első oltár jobbra), rajta Luca Giordano 1674-ben készült festményével. A domborművek az oszlopok talapzatán: az Önmegtartóztatás, a Titokzatosság, a Bölcsesség és a Könyörületesség.
- Mária mennybemenetele oltár (a főoltártól a második oltár jobbra). Az oltárkép szintén Luca Giordano műve. A festő nem Velencében, hanem Nápolyban festette, majd elküldte véleményezésre a velencei elöljáróknak, akiknek nagyon tetszett, és 200 piasztert fizettek érte. A festmény előtt állították fel San Gerolamo Emiliani 1767-ben készült szobrát, Gianmaria Morleiter munkáját. Ez az egyetlen szobor a templomban, amelyik oltárra került, azért tettek kivételt, mert a szomaszkai rend velencei születésű megalapítóját ábrázolja, és a Velencei Köztársaság erre a rendre bízta a templom működtetését. A domborművek az oszlopok talapzatán: a Könyörületesség, az Igazságosság, a Remény és az Egészség.
- Mária bemutatása oltár (a főoltártól a harmadik oldal jobbra). Az oltárkép 1674-ben készült és szintén Luca Giordano alkotása. A festmény elé kisméretű, hét részből álló ereklyetartót helyeztek el, amelyet aranyozott domborművekkel borítottak be. Fölötte eredetileg kisméretű bronzfigurák voltak, amelyeket jelenleg múzeumban őriznek. A domborművek az oszlopok talapzatán: a Gondviselés, a Bőség, a Meditáció, és ismét az Egészség alakja, ez utóbbi utalás a városon végigsöprő pestisjárványra.
- Angyali üdvözlet oltár (a főoltártól a harmadik oltár balra). Az oltárkép Pietro Liberi alkotása és 1674 előtt készült. Az oltárkép előtti ereklyetartóban Szent Jusztin és Szent Fábián vértanúk ereklyéit őrzik. A domborművek az oszlopok talapzatán: a Dicsőség, az Ártatlanság, a Jóság és valószínűleg a Győzelem a pestis felett.
- Páduai Szent Antal oltára (a főoltártól a második oltár balra). Az oltárképet Pietro Liberi festette 1665-ben. A többi oltárképtől eltérően ezen a festményen megjelennek világiasabb elemek is, mint például egy tipikus velencei palota részlete a háttérben. Domborművek az oszlopok talapzatán: a Könyörületesség, az Hit, és a Szemérmesség
- A Szentlélek eljövetele oltár (a főoltártól az első oltár balra). Az oltárkép Tiziano alkotása, amelyet a szenátus rendelete alapján 1656-ban szállították át a Santo Spirito kolostorból tizenkét másik Tiziano festménnyel együtt, amelyeket jelenleg a sekrestyében őriznek. Az oltárkép 1546 körül készült művész fiának, Oraziónak közreműködésével. Az oltáron lévő ereklyetartót két angyal tartja, azok a szobrok Ongaro művei lehetnek. Domborművek az oszlopok talapzatán: a Tudomány, az Intellektus, a Jótanács és az Erő.

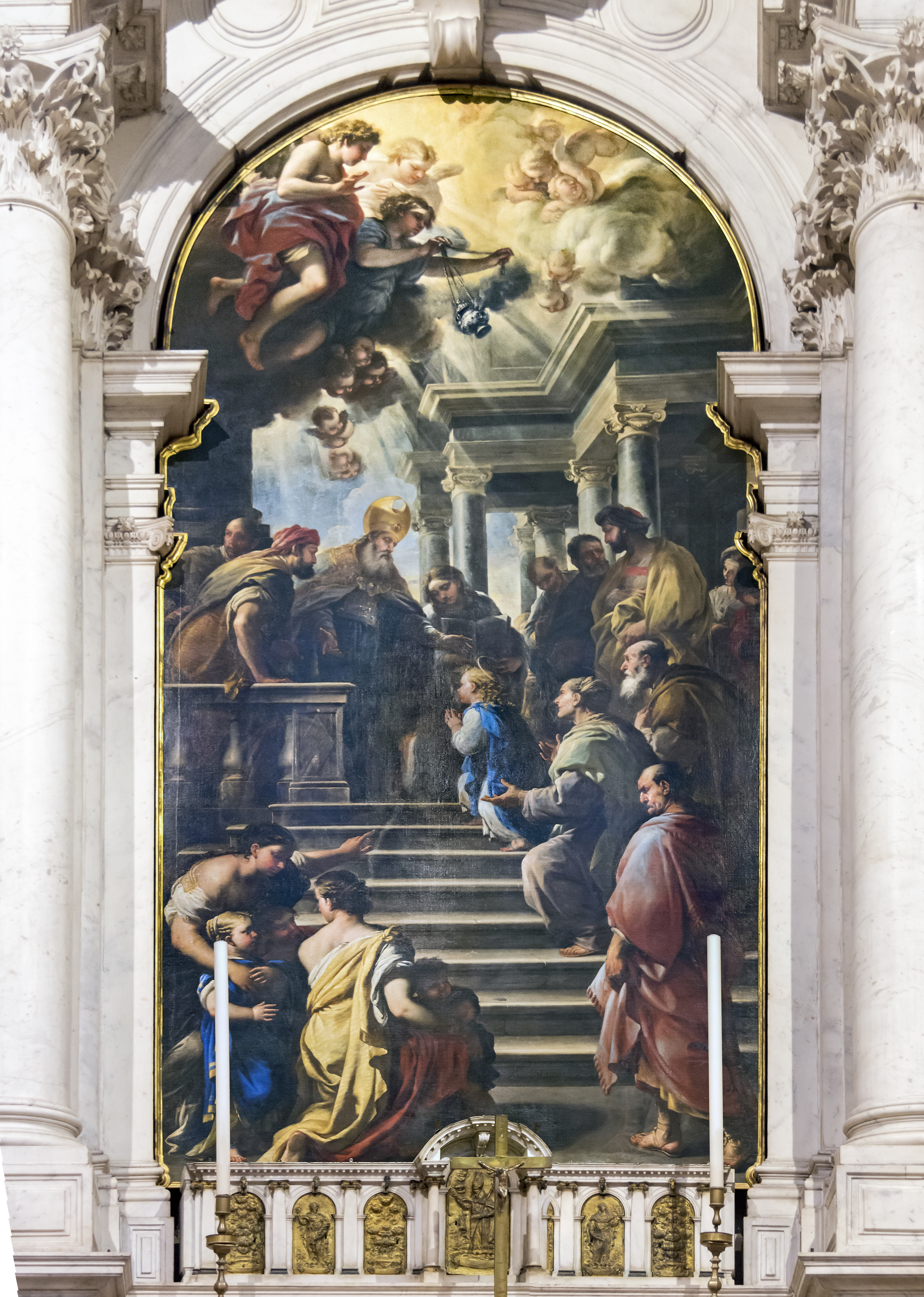
Mária bemutatása, Luca Giordano festménye
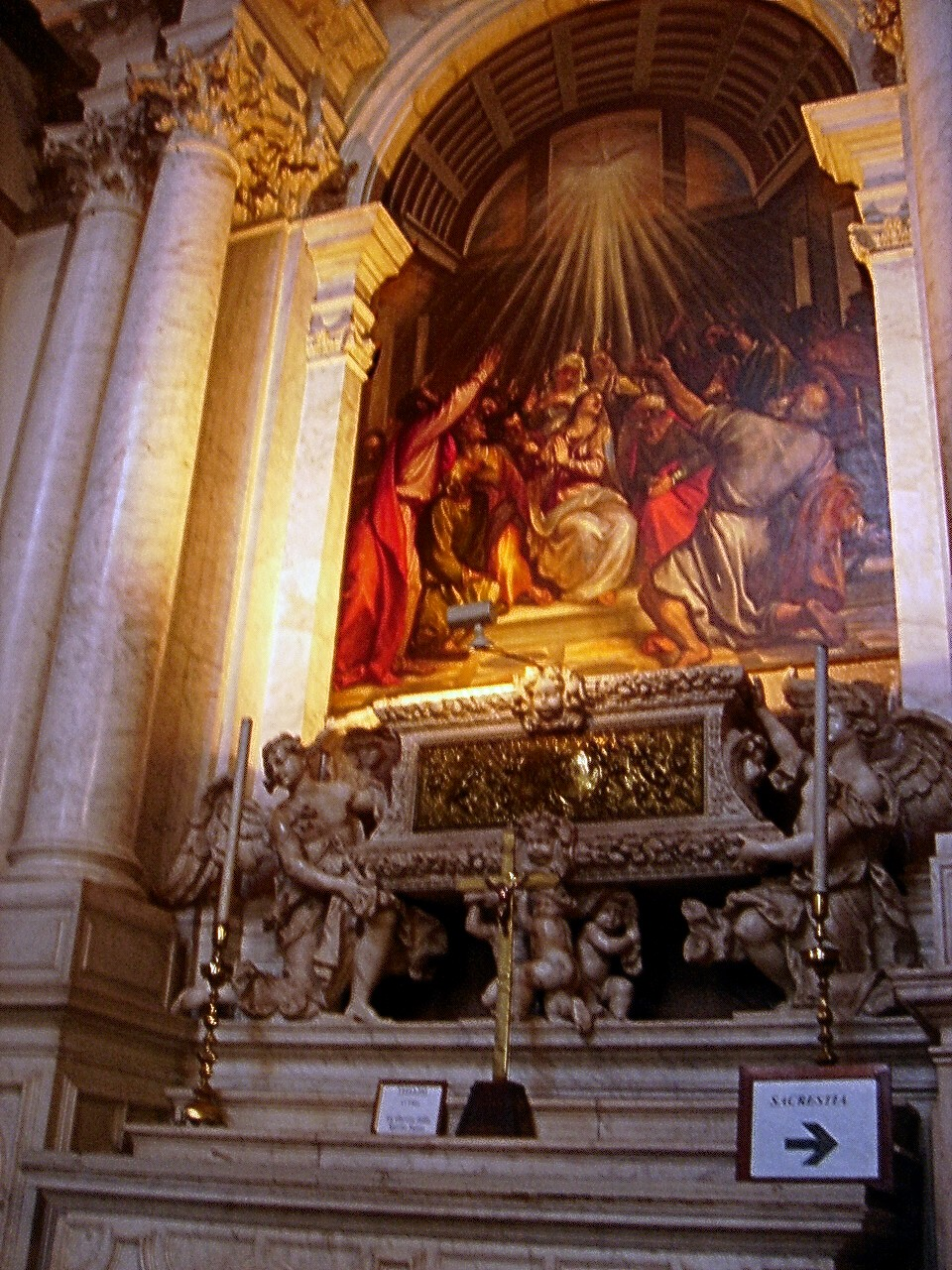
A Szentlélek eljövetele, Tiziano festménye
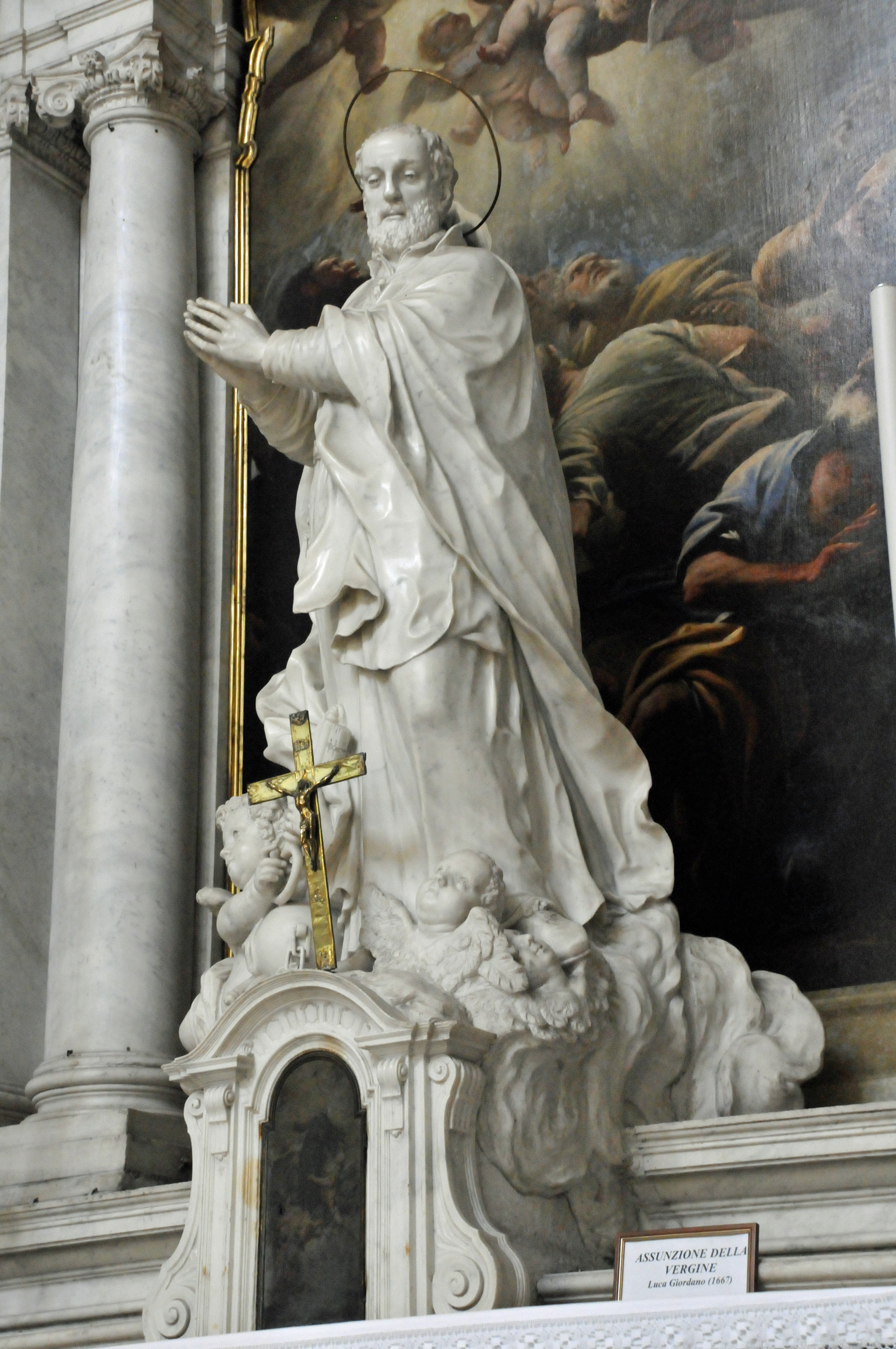
San Gerolamo Emiliani, Gianmaria Morleiter alkotása

### Kórus

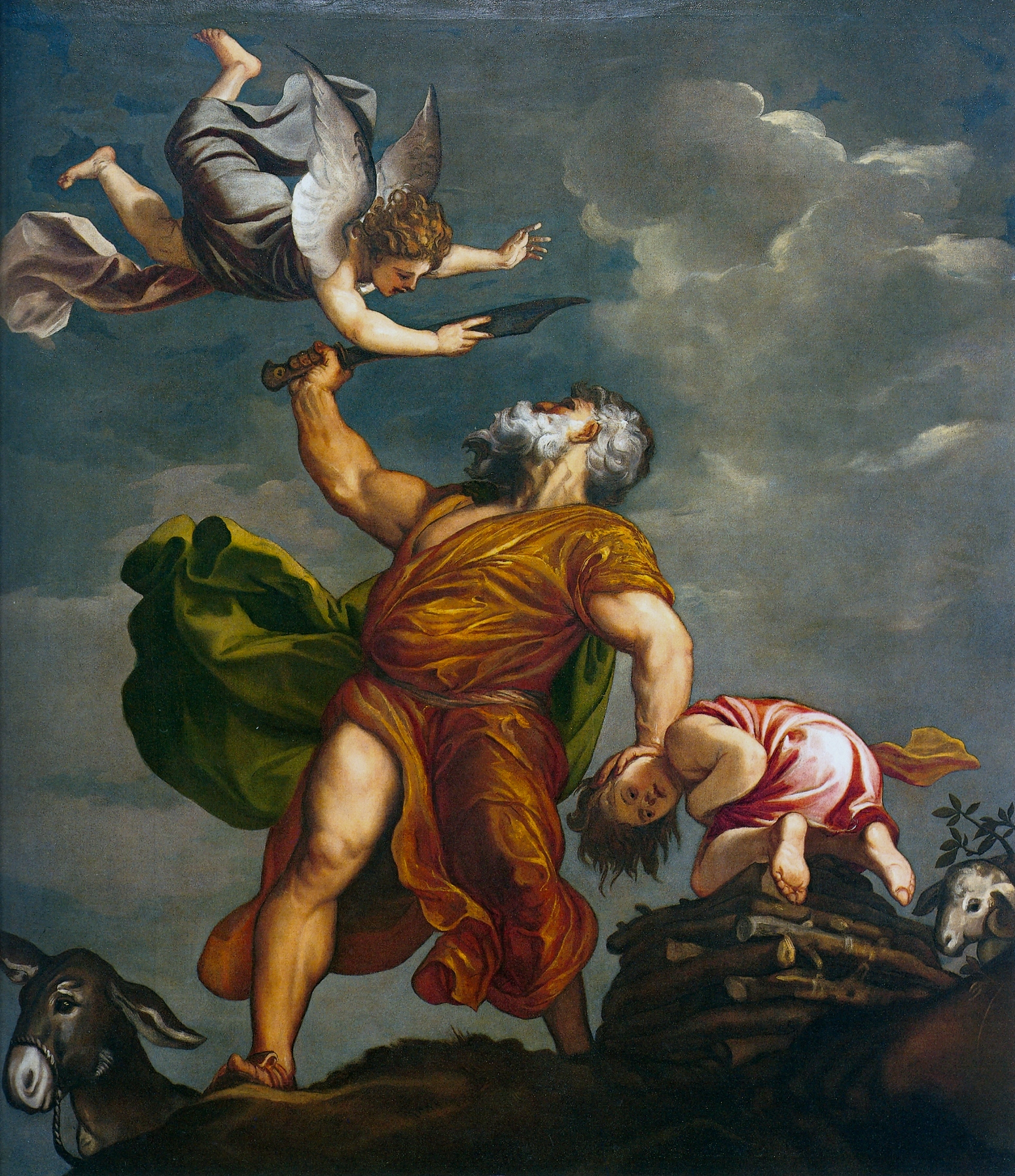
Izsák feláldozása, Tiziano festménye

A kórus a főoltár mögötti négyzet alaprajzú területen helyezkedik el. A falfülkékben látható szobrok 1679 és 1681 között készültek, és járványok ellen oltalmazó városvédőket ábrázolnak. A hátsó falnál az orgona alatt Szent Rókus és Szent Sebestyén szobrai kaptak helyet. Utóbbi drámai testtartása, alakjának szuggesztív megformálása alapján valószínűsíthető, hogy Orazio Marinai műve, vagy legalábbis az ő műhelyében készült. A plafonon látható üres körökben őrizték 1940-ig Tiziano nyolc festményét, amelyek jelenleg a sekrestyében vannak. A fából készült kórusüléseket Baldassare Longhena tervei alapján készítették 1679 és 1681 között. A felső sor 25 az alsó 15 részből áll. Egyes részeit a művészetekhez kapcsolódó szimbólumokkal és a Moreai háború jeleneteivel díszítették. A kórusból nyíló a sekrestyébe vezető ajtó két oldalára Borromei Szent Károly és a Giustinian család egyik boldoggá avatott tagjának szobrát állították.

### A sekrestye
A sekrestye összeköti a templomot a papneveldével, amely 1670 és 1810 között a szomaszkai rend tagjainak lakóhelye volt. A sekrestyében jelenleg tizenkét Tiziano- és egy Tintoretto-festményt őriznek, számos kevésbé jelentős alkotás mellett. A hátsó falnál a bal oldali oltáron áll Tiziano fiatalkori műve, az 1510 vagy 1512-ben készült Szent Márk, négy másik szent, a járványok ellen védő Szent Kozma és Damján, Szent Sebestyén és Szent Rókus társaságában. A festményen még erőteljesen felismerhető 1510-ben elhunyt mesterének, Giorgionénak hatása. A mennyezeten látható három másik műve a Dávid és Góliát, Káin és Ábel és az Izsák feláldozása. Mindhárom kép a Santo Spirito-kolostor számára készült 1542 és 1544 között. A nyolc tondó közül négy az evangélistákat (Lukács, Márk, János és Máté), négy másik egyházatyákat (Szent Jeromos, Szent Ágoston, Szent Ambrus, Nagy Szent Gergely) ábrázol. A művész a képmásokat tölgyfa alapra készítette vastag festékrétegek alkalmazásával. A jobb oldali falra került Tintoretto alkotása a Kánai menyegző. A képen szereplő férfialakok Tintoretto festő kortársai, a női alakok az ő modelljeik. Balról az első alak a festő, ruhája szélén a kép készítésének dátuma (1561) és a művész szignója látható. A festményen felismerhető Tintoretto művészetének számos jellegzetessége, például az éles rövidülésben ábrázolt asztal, a szereplők gesztusai és a kép hátsó felének megvilágítása.

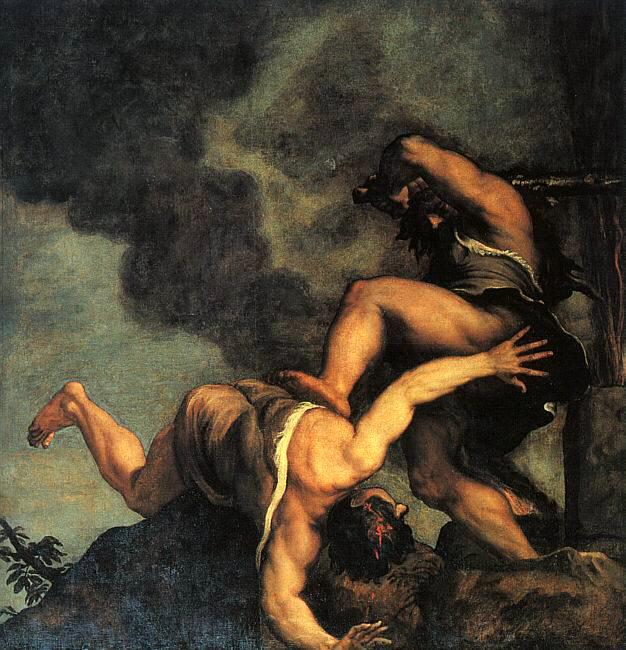
Káin és Ábel, Tiziano festménye
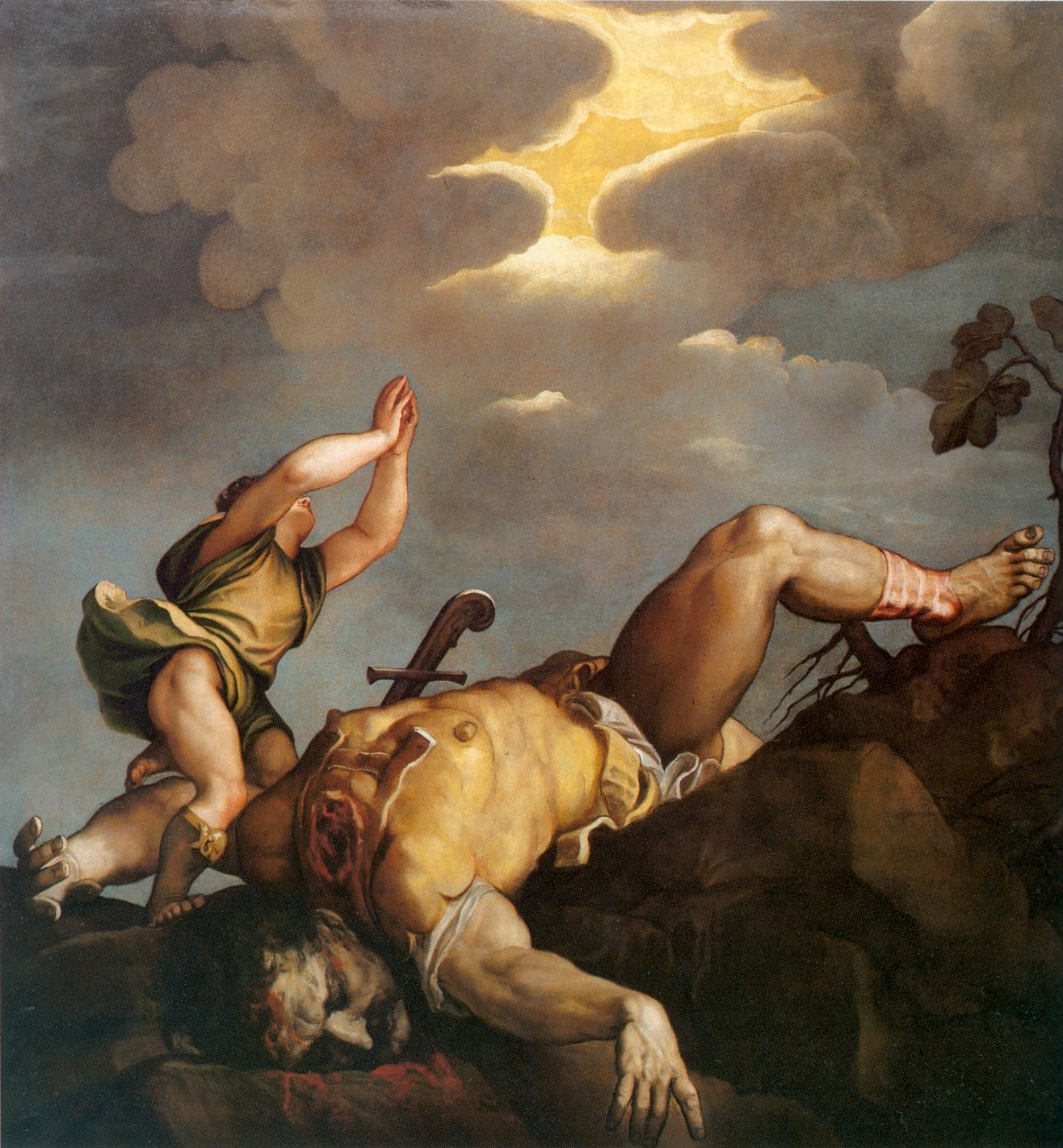
Dávid és Góliát, Tiziano festménye
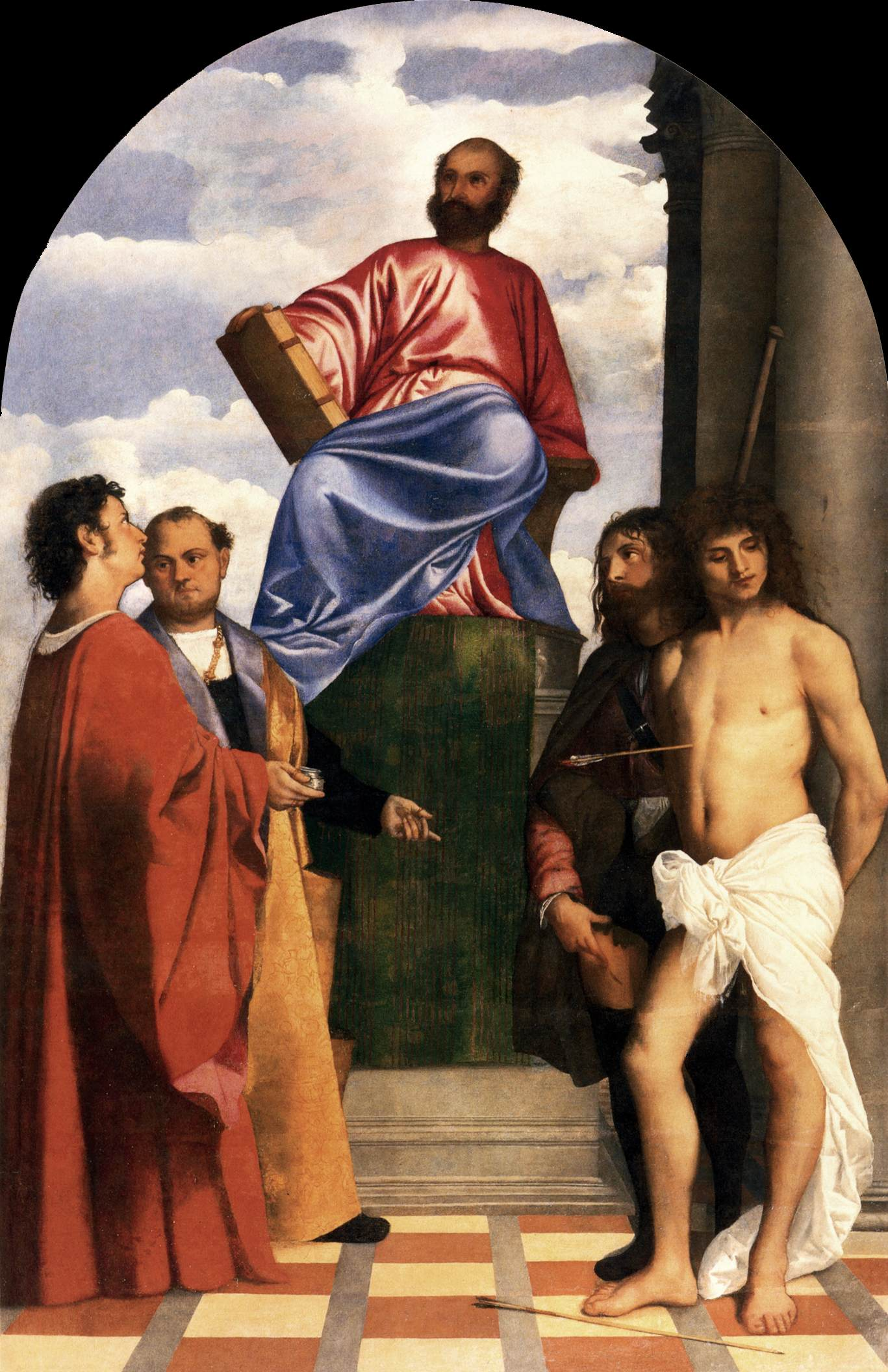
Szent Márk, Tiziano festménye